# Harry von Rochow
Friedrich Leopold Harry von Rochow (Schloß Reckahn, 12 agosto 1881 – Schloß Reckahn, 17 agosto 1945) è stato un cavaliere tedesco.

## Palmarès

### Olimpiadi
- Argento a Stoccolma 1912 nel concorso completo individuale.
- Argento a Stoccolma 1912 nel concorso completo a squadre.